# Stiermoos
Das Stiermoos (936 m) ist ein Bergsattel im Bayerischen Wald. Es verbindet den Hirschenstein (1092 m) mit dem Klausenstein (1048 m) und liegt an den Grenzen der Landkreise Straubing-Bogen, Deggendorf und Regen.
Koordinaten: 48° 57′ 18″ N, 12° 53′ 24″ O